# Long Island (Maine)
Long Island és una població dels Estats Units a l'estat de Maine (EUA). Segons el cens del 2000 tenia 202 habitants.

## Demografia
Segons el cens del 2000, Long Island tenia 202 habitants, 93 habitatges, i 61 famílies. La densitat de població era de 54,5 habitants/km².
Dels 93 habitatges en un 31,2% hi vivien nens de menys de 18 anys, en un 46,2% hi vivien parelles casades, en un 16,1% dones solteres, i en un 34,4% no eren unitats familiars. En el 32,3% dels habitatges hi vivien persones soles el 10,8% de les quals corresponia a persones de 65 anys o més que vivien soles. El nombre mitjà de persones vivint en cada habitatge era de 2,17 i el nombre mitjà de persones que vivien en cada família era de 2,7.
Per edats la població es repartia de la següent manera: un 25,2% tenia menys de 18 anys, un 3,5% entre 18 i 24, un 22,8% entre 25 i 44, un 30,2% de 45 a 60 i un 18,3% 65 anys o més.
L'edat mediana era de 44 anys. Per cada 100 dones de 18 o més anys hi havia 91,1 homes.
La renda mediana per habitatge era de 35.833 $ i la renda mediana per família de 43.214 $. Els homes tenien una renda mediana de 28.125 $ mentre que les dones 28.750 $. La renda per capita de la població era de 15.278 $. Entorn del 10% de les famílies i el 10% de la població estaven per davall del llindar de pobresa.